# First Folio

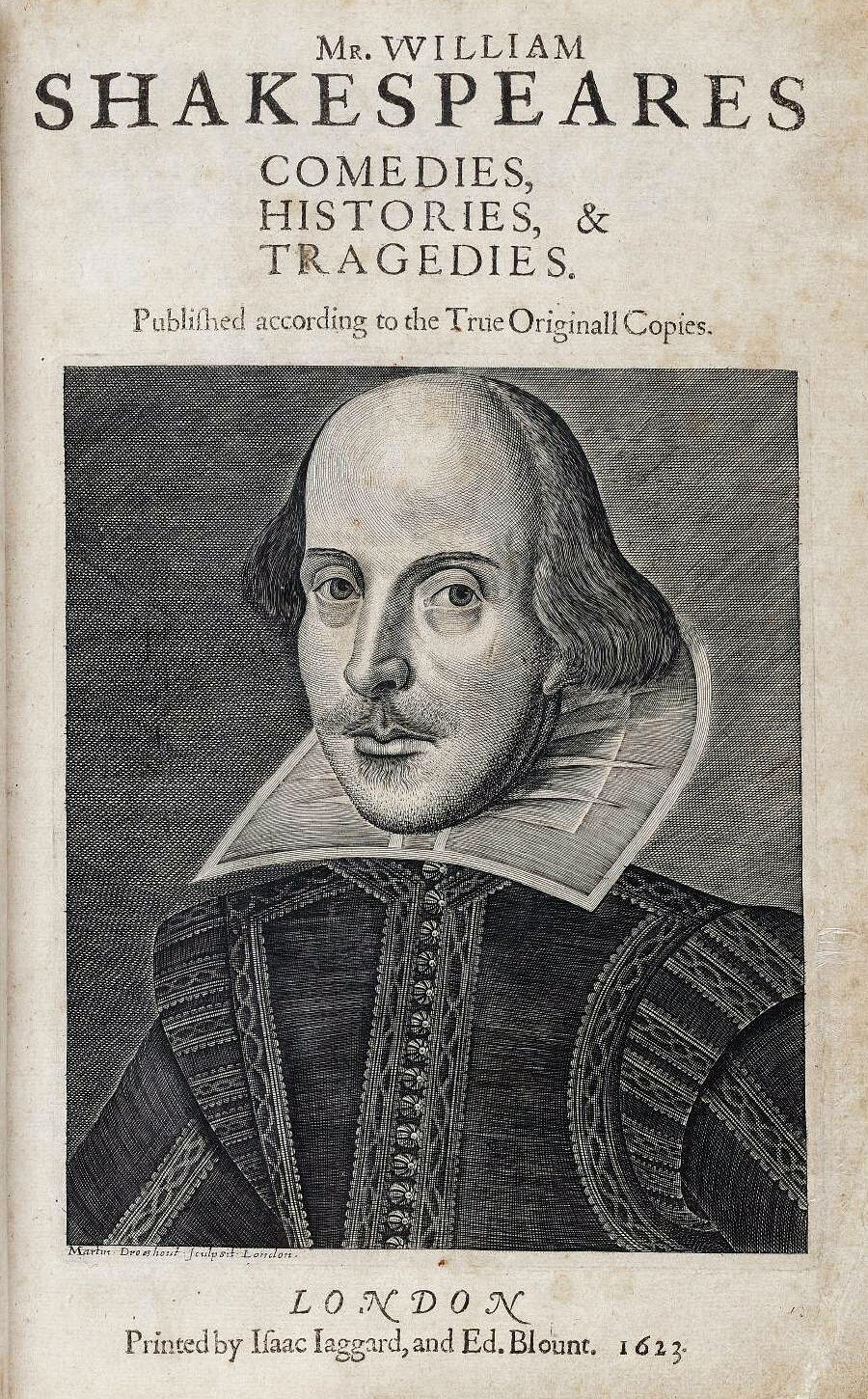
Portada del First Folio con retrato de William Shakespeare grabado por Martin Droeshout. A causa de su escaso parecido con el Retrato Chandos se ha llegado a cuestionar la autenticidad de este último, debido a la poca documentación existente sobre el aspecto real del dramaturgo.

 First Folio es el nombre atribuido por los eruditos modernos a la primera publicación de la colección de treinta y seis obras teatrales de William Shakespeare, cuyo nombre original es Mr William Shakespeare's Comedies, Histories and Tragedies. Incluye todas las obras comúnmente aceptadas como auténticas, con la excepción de Pericles, príncipe de Tiro, Los dos nobles caballeros y dos obras hoy perdidas, Cardenio, inspirada en el personaje cervantino, y Trabajos de amor ganados, considerada secuela de Trabajos de amor perdidos. No contiene ninguno de sus poemas. La obra fue recopilada y editada por John Heminges y Henry Condell, amigos del bardo, en 1623, siete años después de su muerte.
Se estima que se imprimieron unos ochocientos ejemplares. Actualmente, tras los últimos hallazgos de ejemplares en Francia (2014) y Gran Bretaña (2016), se conservan doscientos treinta y cuatro. Considerado un sobresaliente símbolo de la cultura en lengua inglesa, las subastas más recientes (por ejemplo en el Oriel College de Oxford, 2003) fijaron su precio en torno a 3 millones y medio de libras esterlinas.
Se han realizado diversas ediciones facsimilares del First Folio. Destacan en los últimos decenios, el Norton Facsimile, The First Folio of Shakespeare basado en los Folios en la  Folger Library Collection. Preparado por Charlton Hinman. 2ª Edición. Nueva York, 1996. ISBN 0-393-03985-4, y el The First Folio of Shakespeare, 1623. Edición e introducción por Doug Moston. Nueva York: Applause, 1995. ISBN 155783184X.
El retrato de Shakespeare por Droeshout que ilustra la portada del volumen es considerado como el único retrato que le representa fielmente, junto con el de su monumento funerario en la iglesia de la Santísima Trinidad de Stratford-upon-Avon.